# Антоній Протазій Потоцький
Антоній Протазій (Прот) Яцек Потоцький герба Пилява (пол. Antoni Protazy Jacek Potocki), 11 вересня 1761 — 1801) — польський шляхтич, державний діяч, один із піонерів капіталізму (банкір, промисловець). Останній київський воєвода (з жовтня чи листопада 1790 р.; отримав за допомогу в 15 000 дукатів; диплом від 28 березня 1791 р.).

## Життєпис
Народився в Гузові 11 вересня 1761 р. (день св. Протазія, Яцека). Внук Антонія Міхала Потоцького — белзького воєводи, єдиний син гузовського старости Яна Проспера Потоцького та його дружини Паулі з Шембеків. У дитинстві перебував під опікою діда А. М. Потоцького.
Восени 1792 року отримав права на «фортуну» Барбари з Любомирських — дружини Калікста Поніньського, для чого творив інтриги. Тримав у заставі: 1779-80 Мурафу (Брацлавське воєводство), 1787 р. Бердичів, 1786-1789 р. графство Роське, від 1791 р. Миропіль, у 1790-х — посесор Вінницького староства. У 1779 р. купив «ключ Махнівський» (місто, 13 сіл), 1782 — «Чуднівський ключ» від Поніньського, Любар, пізніше Ямпіль над Дністром. У січні 1792 р. Катажина Коссаковська з Потоцьких продала йому Станиславів і Лисець.
У 1792/93 розлучився з дружиною, потім збанкрутував, і невдовзі, у 40 років, помер.
Місце і дата смерті точно не встановлені.

## Меценатство
За фінансового сприяння Прота Потоцького наприкінці XVIII століття відновила функціонування домініканська орденська школа з конвіктом при Любарському костелі, була обладнана найбільша на тлі всіх інших домініканських на Волині бібліотека Любарського домініканського монастиря.

## Родина
Дружина — Маріанна з Любомирських (віно — Звягель та ін.; розлучені на межі 1792—1793 р.; вийшла заміж за Валєріана Зубова, потім — генерала Фьодора Уварова), донька хмільницького старости Каспера Любомирського. 
Донька — графиня Емілія, дружина генералів: 
- польських військ Юзефа Каліновського;
- російських — Чєліщєва.